# Tmarus maculosus
Tmarus maculosus là một loài nhện trong họ Thomisidae.
Loài này thuộc chi Tmarus. Tmarus maculosus được Eugen von Keyserling miêu tả năm 1880.